# 荻洲立兵
荻洲 立兵（おぎす りっぺい、1884年〈明治17年〉1月24日 - 1949年〈昭和24年〉12月22日）は、日本の陸軍軍人。最終階級は陸軍中将。旧姓：伊藤。

## 経歴
愛知県出身。伊藤松左衛門の四男として生まれ、陸軍二等薬剤官・荻洲郁次郎の養子となる。愛知一中、名古屋陸軍地方幼年学校、中央幼年学校を経て、1905年3月、陸軍士官学校（17期）を卒業。翌月、歩兵少尉に任官し歩兵第6連隊補充隊付となる。参謀本部付勤務などを経て、1916年11月、陸軍大学校（28期）を卒業した。
歩兵第6連隊中隊長、陸軍歩兵学校教官、スイス駐在、ドイツ駐在、陸大教官、近衛歩兵第4連隊付、歩兵第44連隊長、第11師団司令部付（支那政府応聘、北京陸大教官）、第1師団司令部付、留守第9師団参謀長、第1師団参謀長などを歴任し、1933年10月、陸軍少将に進級。
歩兵第9旅団長、台湾軍参謀長などを歴任し、1937年3月、陸軍中将に昇進し第2師団司令部付となる。留守第2師団長、第13師団長を経て、初代第6軍司令官となりノモンハン事件に出動。停戦後に参謀本部付となり、1940年1月、予備役に編入された。1947年（昭和22年）11月28日、公職追放仮指定を受けた。
終戦後は東京・渋谷の道玄坂百貨街で運動用品店を営む。この頃のエピソードとして、漫画家の水木しげるが魚屋をはじめる際に、「突撃あるのみ」と叱咤激励したというものがある。1949年12月22日死去。享年65。墓所は青山霊園(1イ5-20)。

## 親族
- 長男 荻洲博之（陸軍少佐）[1]

## 栄典
勲章
- 1937年（昭和12年）8月16日 - 勲二等瑞宝章[9]
- 1940年（昭和15年）8月15日 - 紀元二千六百年祝典記念章[10]